# Reno (condado de Lamar, Texas)
Reno es una ciudad ubicada en el condado de Lamar en el estado estadounidense de Texas. En el Censo de 2010 tenía una población de 3166 habitantes y una densidad poblacional de 301,23 personas por km².

## Geografía
Reno se encuentra ubicada en las coordenadas 33°39′59″N 95°28′48″O / 33.66639, -95.48000. Según la Oficina del Censo de los Estados Unidos, Reno tiene una superficie total de 10.51 km², de la cual 10.42 km² corresponden a tierra firme y (0.89%) 0.09 km² es agua.

## Demografía
Según el censo de 2010, había 3166 personas residiendo en Reno. La densidad de población era de 301,23 hab./km². De los 3166 habitantes, Reno estaba compuesto por el 88.57% blancos, el 5.05% eran afroamericanos, el 1.58% eran amerindios, el 0.98% eran asiáticos, el 0% eran isleños del Pacífico, el 0.82% eran de otras razas y el 3% pertenecían a dos o más razas. Del total de la población el 3.89% eran hispanos o latinos de cualquier raza.